# SK UP Olomouc
Sportovní klub Univerzity Palackého v Olomouci (češ. Športski klub Sveučilišta Palackého u Olomoucu), kraće i SK UP Olomouc, ženski je odbojkaški klub iz češkog grada Olomouca.  Trenutačno se natječe u češkoj odbojkaškoj Extraligi.

## Povijest
Osnovan je 1953. godine kao žensko studentsko športsko odbojkaško društvo. Isprva je djelovao kao amaterski, ali krajem 1950-ih počinje se natjecati u studentskoj ligi tadašnje Čehoslovačke. 
Prve značajne uspjehe klub postiže u neovisnoj Češkoj osvajanjem prvog izdanja novouspostavljenog češkog prvenstva (1993.) i kupa (1994.). Sljedećih godina tri su puta zaredom osvojili prvenstvo i drugo izdanje kupa.
Nakon desetogodišnjeg pada, koji je više puta uvjetovao i ispadanje iz prve lige, odbojkašice Olomouca 2008. dolaze do završnice prvenstva, a sljedeće godine i kupa. Isti uspjeh ponavljaju 2011. godine. Svoj prvi kup nakon 1994. osvajaju 2017. godine pobijedivši odbojkašice Prostějova.

## Uspjesi
Češko prvenstvo
- Prvakinje (4): 1993., 1994., 1995., 1996.
- Doprvakinje (2): 2008., 2011., 2016.
- Trećeplasirane (4): 2003., 2009., 2012., 2013.

Češki kup
- Prvakinje (3): 1993., 1994., 2017.
- Doprvakinje (3): 2009., 2011., 2012.

## Poznate igračice
- Bernarda Ćutuk
- Bojana Andrejeva

## Vanjske poveznice
- Službene stranice kluba